# Jardim do Seridó
Jardim do Seridó is een gemeente in de Braziliaanse deelstaat Rio Grande do Norte. De gemeente telt 12.384 inwoners (schatting 2009).
De gemeente grenst aan São José do Seridó, Acari, Ouro Branco, Santana do Seridó, Parelhas, Carnaúba dos Dantas en Caicó.